# Milk Race

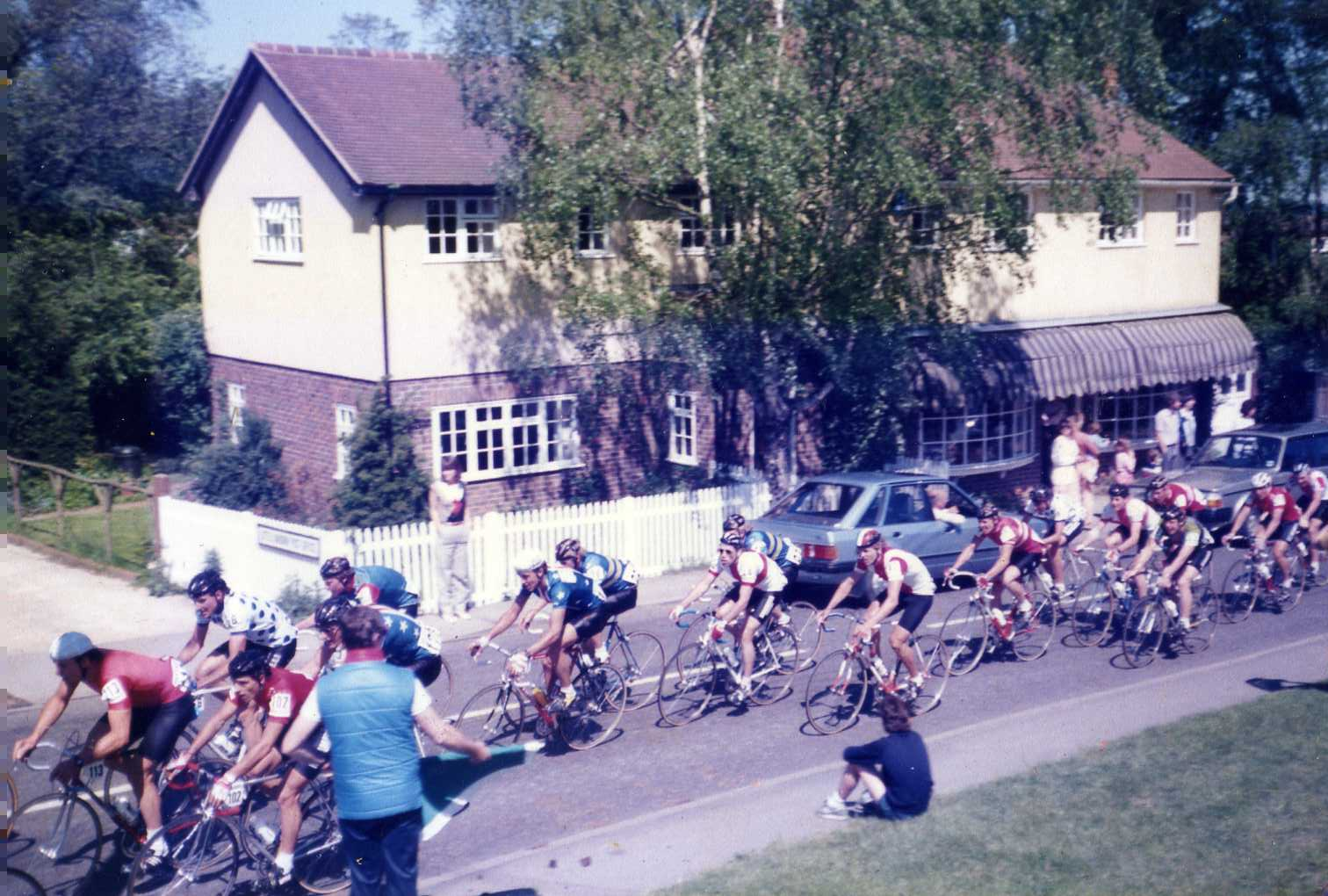
Das Milk Race im Jahre 1985 bei der Fahrt durch Little Baddow

Das Milk Race war ein Etappenrennen im Straßenradsport für Männer über zwölf Etappen durch Großbritannien. Es wurde von 1958 bis 1993 jährlich im Mai ausgetragen, war in diesen Jahren das prestigeträchtigste Rennen des Landes und gilt als Vorgänger der Tour of Britain.
2013 wurde der Name Milk Race nach 20 Jahren Pause für ein Kriteriumsrennen in Nottingham wiederbelebt.

## Geschichte
Sponsor des Etappenrennens Milk Race war das Milk Marketing Board (MMB), das das Verkaufsmonopol für Milchbauern in England und Wales hatte. Die Unterstützung des Rennens durch das MMB ging auf eine Idee des Radsportlers Dave Orford aus Derby zurück, der zunächst vorgeschlagen hatte, dass alle Amateur-Radrennfahrer den Slogan Drink more milk auf den Trikots tragen sollten. Dafür sollte das MMB dem Sieger von Rennen zehn Pfund zahlen und das Recht erhalten, bei Radrennen Werbung zu machen. Nach einem Treffen einigte man sich darauf, dass das MMB ein großes Rennen finanzieren würde. Es fand 1958 erstmals statt und 1993 zum letzten Mal unter diesem Namen, was die längste Sponsorschaft im Radsport im Vereinigten Königreich bedeutete. 1965 wurden von der Organisation der Rundfahrt erstmals Urinproben eingeführt, um Doping nachweisen zu können. Bei den Kontrollen wurden drei Spanier, darunter der Führende in der Gesamtwertung, positiv getestet. Daraufhin gab die spanische Mannschaft aus Protest das Rennen auf.
Die Austragungen bis 1984 waren für Amateure ausgelegt. Von 1985 bis 1993 war das Rennen für Amateure und Profis offen. Anschließend endete die Sponsorschaft des MMB, weil das Board wegen europäischer Monopol-Gesetze aufgelöst werden musste.
Von 1955 bis 1983 wurde in Schottland das Scottish Milk Race ausgetragen.

## Das neueMilk Race
2013 wurde der Name Milk Race für ein Kriterium in Nottingham wiederbelebt. Organisator war der zweifache Radweltmeister Tony Doyle, Sponsoren waren das Dairy Council und das Milk Marketing Forum. Es siegte Dani King bei den Frauen und Felix English bei den Männern.

## Palmarès

### Etappenrennen
- 1958  Richard Durlacher
- 1959  Bill Bradley
- 1960  Bill Bradley
- 1961  Bill Holmes
- 1962  Eugeniusz Pokorny
- 1963  Peter Chisman
- 1964  Arthur Metcalfe
- 1965  Les West
- 1966  Józef Gawliczek
- 1967  Les West
- 1968  Gösta Pettersson
- 1969  Fedor den Hertog
- 1970  Jiří Mainuš
- 1971  Fedor den Hertog
- 1972  Hennie Kuiper
- 1973  Piet van Katwijk
- 1974  Roy Schuiten
- 1975  Bernt Johansson
- 1976  Ian Hallam
- 1977  Said Husseinow
- 1978  Jan Brzeźny
- 1979  Juri Kaschirin
- 1980  Iwan Mischtschenko
- 1981  Sergei Krivotschejew
- 1982  Juri Kaschirin
- 1983  Matt Eaton
- 1984  Oleh Tschuschda
- 1985  Eric Van Lancker
- 1986  Joey McLoughlin
- 1987  Malcolm Elliott
- 1988  Wassyl Schdanow
- 1989  Brian Walton
- 1990  Shane Sutton
- 1991  Chris Walker
- 1992  Henry Conor
- 1993  Chris Lillywhite

### Kriterium

#### Männer
- 2013  Felix English

#### Frauen
- 2013  Dani King